# Stade Dudelange
Cercle Sportif Le Stade Dudelange, zkráceně Stade Dudelange, byl lucemburský fotbalový klub sídlící ve městě Dudelange. 10× byl mistrem Lucemburska. Roku 1991 se sloučil s Alliance Dudelange a US Dudelange, čímž vznikl F91 Dudelange.

## Historie
Stade Dudelange vznikl roku 1913 sloučením klubů Sparta Dudelange a Fleurus Dudelange.
Nejúspěšnější období bylo v období okolo 2. světové války. Klub vyhrál poslední 2 ročníky lucemburské ligy před válkou a první 4 ročníky lucemburské ligy po válce. Během německé okupace se Lucembursko stalo součástí německého ligového systému, nejlepší lucemburské kluby hrály spolu s týmy z Trieru v Gaulize Moselland. Klub ji hrál pod německým názvem FV Stadt Düdelingen, vyhrál ji v roce 1942. Postoupil tak do play-off o německý titul, kde prohrál se Schalke 04 0:2 v předkole.
Při dvou účastech v PMEZ hned vypadl po vysokých porážkách s CZ Bělehrad a Benficou.
Roku 1991 se klub sloučil s Alliance Dudelange a US Dudelange, čímž vznikl F91 Dudelange.

## Úspěchy
- Lucemburská liga

Vítěz (10): 1938–39, 1939–40, 1944–45, 1945–46, 1946–47, 1947–48, 1949–50, 1954–55, 1956–57, 1964–65
- Lucemburský pohár

Vítěz (4): 1937–38, 1947–48, 1948–49, 1955–56
- Gauliga Moselland

Vítěz (1): 1941–42